# جانيت نابوليتانو
جانيت آن نابوليتانو (بالإنجليزية: Janet Napolitano) (ولدت في 29 نوفمبر 1957) هي سياسية ومحامية ومسؤولة جامعية أمريكية شغلت منصب الحاكم الحادي والعشرين لولاية أريزونا من 2003 إلى 2009 ووزيرة الأمن الداخلي في الولايات المتحدة من 2009 إلى 2013 في رئاسة باراك أوباما. وقد شغلت منصب رئيس نظام جامعة كاليفورنيا منذ سبتمبر 2013، بعد زمن قصير من استقالتها من منصب وزير الأمن الداخلي.
شغلت نابوليتانو منصب النائب العام لولاية أريزونا في الفترة من 1999 إلى 2003، وذلك قبل شغلها لمنصب الحاكم. وكانت أول امرأة وتعمل في هذا المنصب.
وكانت أول امرأة تعمل في عدة مناصب، بما في ذلك النائب العام لأريزونا، وزير الأمن الداخلي، ورئيس جامعة كاليفورنيا. كما أنها ثاني امرأة تشغل منصب حاكم أريزونا (بعد جان دي هال).
صنفتها مجلة فوربس في المرتبة التاسعة بين أقوى نساء العالم في عام 2012.  في عام 2008، استشهدت بها صحيفة نيويورك تايمز لتكون من بين النساء الأكثر احتمالا أن تصبح أول رئيسة للولايات المتحدة.  وقد اقترح بعض المعلقين السياسيين احتمال ترشيحها في انتخابات عام 2016. 

## روابط خارجية
- جانيت نابوليتانو على موقع IMDb (الإنجليزية)
- جانيت نابوليتانو على موقع مونزينجر (الألمانية)
- جانيت نابوليتانو على موقع إن إن دي بي (الإنجليزية)
- جانيت نابوليتانو على موقع كينوبويسك (الروسية)